# غاوفين 5
غاوفين 5 (Gaofen 5) هو القمر الصناعي الصيني لمراقبة الأرض بدقة عالية. تم إطلاق Gaofen-5 في 9 مايو 2018.عملية الإطلاق تمت عل متن الصاروخ الحامل «لونج مارش 4C»، من مركز جيوتشوان لإطلاق الأقمار الصناعية، شمال غربي البلاد.وقمر «غاوفين 5» الذي طورته الأكاديمية الصينية للتكنولوجيا الفضائية هو خامس قمر تم إطلاقها منذ 2013 ضمن نظام مراقبة الأرض العالي الدقة.ويلعب هذا النظام دوراً مهماً في تفادي الكوارث ومراقبة التغيير المناخي ووضع الخرائط ومسح الموارد والزراعة، وتستخدمه بشكل خاص وزارات الموارد وحماية البيئة والزراعة.